# شاخ‌بلند غول‌پیکر
شاخ‌بلند غول‌پیکر (نام علمی: Hippotragus gigas)، گونه‌ای منقرض‌شده از بز کوهی است که از پلیو-پلیستوسن آفریقا شناخته شده‌است.

## طبقه‌بندی
شاخ‌بلند غول‌پیکر توسط لوئیس لیکی در سال ۱۹۶۵ کشف شد که آن را به عنوان «بزاسبی با ابعاد غول‌پیکر» توصیف کرد. فسیل‌ها برای نخستین بار در بستر دوم دره اولدووای در شرق آفریقا و همچنین در مکان‌هایی در الجزایر و آفریقای جنوبی یافت شده‌اند.

## ویژگی‌ها
بر اساس اندازه دندان آسیا، این گونه کمی بزرگ‌تر از خویشاوندان زنده خود بود و حدود ۳۰۰ کیلوگرم (۶۶۰ پوند) وزن داشت. . علاوه بر اندازه بزرگتر، دندان‌های آسیاب را می‌توان با کاسه‌های گرد، ستون‌های بنیانی بزرگ، دنده‌های گرد و چین‌های بزرگ بزی روی دندان‌های آسیاب پایین تشخیص داد. هسته‌های شاخ آن نیز کمتر از بستگانش به صورت متوسط فشرده شده بودند. H. gigas همچنین دارای یک ردیف پیش‌آسیای کاهش‌یافته در مقایسه با گونه‌های Hippotragus زنده بود. این یک صفت مشتق‌شده برای این سرده است که نشان می‌دهد گونه‌های زنده از نسل H. gigas نیستند.